# V (cadena de televisión)
V es una cadena de televisión de habla francesa, que emite en todo Quebec (Canadá). Fue fundado en 1986 como Télévision Quatre-Saisons (TQS), y se convirtió en la segunda red privada de televisión en francés de Canadá, con una programación basada en noticias y entretenimiento. Sin embargo, TQS quebró en la década de 2000 y fue comprada por la productora Remstar, que relanzó la emisora en 2009 con su nombre actual.
Bajo su nueva denominación, la oferta de V está basada en el entretenimiento con series, deporte y concursos. La red es la tercera televisión en francés de Canadá, por detrás de TVA y Télévision de Radio-Canada (canal público de CBC).

## Historia

### Télévision Quatre-Saisons
Los orígenes de la cadena se remontan a 1968, cuando la Comisión de Telecomunicaciones de la Radiotelevisión de Canadá permitió el establecimiento de terceros canales privados de televisión en sus áreas, incluyendo un tercer canal en idioma francés para Quebec que compitiera contra la pública Télévision de Radio-Canada y la privada TVA.  No otorgó una licencia hasta 1974, cuando el grupo Télé Inter-Cité Québec Ltée consiguió dos licencias para Montreal y Ciudad de Quebec. Sin embargo, ese grupo nunca sacó su proyecto adelante y las licencias se quedaron sin dueño.
Después de abrir un nuevo concurso, en 1985 la Comisión otorgó una licencia en Montreal al grupo Réseau Quatre-Saisons, que estaba controlado por el empresario Jean A. Pouliot. A pesar de obtener una emisora propia en la ciudad más poblada de Quebec la Comisión le negó la licencia en Ciudad de Quebec, por lo que tuvo que aumentar su cobertura a través de estaciones afiliadas. Finalmente, las emisiones de TQS comenzaron el 7 de septiembre de 1986 a las 17:25 horas como Télévision Quatre-Saisons (en español, Televisión Cuatro Estaciones), que hacía referencia a la intención del canal de ofrecer una programación similar durante todo el año.
Durante los primeros años, TQS desarrolló una programación que apostó por la información y la producción propia, con novelas nacionales y extranjeras, y series de producción propia inspiradas en la sociedad quebequense como La maison Deschênes, su primera telenovela nacional que se emitió en 1987. Por otra parte, también destacaron sus programas de comedia y la emisión de los partidos del equipo de hockey sobre hielo con la selección de Quebec Nordiques. Pronto aumentó su cobertura más allá de Montreal y Ciudad de Quebec, con emisoras afiliadas en Trois-Rivières, Sherbrooke, Hull, Saguenay y Val-d'Or.
TQS fue deficitaria durante toda su historia, y durante los años 1990 las deudas se multiplicaron sin que la familia Pouliot pudiera recuperar todo lo invertido. En 1995, Pouliot compró acciones en la red privada TVA, y en enero de 1996 vendió TQS a Vidéotron, propietarios de TVA. Sin embargo, las leyes antimonopolio de Canadá pusieron el acuerdo bajo vigilancia, por lo que los nuevos dueños de TQS vendieron rápidamente la cadena al editor de periódicos Quebecor.
Bajo la nueva dirección se apostó por una programación alternativa, y para mostrar esos cambios se usó como mascota de la cadena una oveja negra (Le mouton noir de la télé). Considerada como un símbolo de rebeldía, la oveja negra tuvo mucho éxito entre los espectadores y fue usada hasta la desaparición de la cadena como su símbolo. Quebecor mantuvo el control de TQS hasta 2001, cuando compró Vidéotron y tuvo que vender la cadena para evitar las leyes antimonopolio. El 7 de diciembre de ese año se aprueba su venta a Cogeco (60%) y Bell Globemedia (40%).
Aunque TQS se hizo un hueco en el público general, las deudas de la cadena aumentaron hasta volver a números rojos en 2007. El 18 de diciembre de ese año, el grupo entró en quiebra y buscó fórmulas para reestructurar su deuda, como la venta de acciones o expedientes de regulación de empleo.

### Quiebra y relanzamiento como V
Con TQS en quiebra, la Comisión de Telecomunicaciones de Canadá y la Corte Superior de Quebec aprobaron en 2007 la venta del grupo a la productora Remstar, especializada en la distribución de cine y series, por el simbólico precio de un dólar canadiense. Remstar asumía la deuda del grupo, y emprendió un plan para sanear el grupo y refundar la red. En abril de 2008 despidió al 40% de la plantilla de TQS, y a finales de agosto se deshizo de todos sus servicios informativos.
El 31 de agosto de 2009, Remstar se deshizo de la marca TQS y relanzó el canal bajo el nombre V, basado en el entretenimiento y series en idioma francés. V también cuenta con informativos, aunque éstos son producidos ahora por una empresa externa y ocupan un espacio simbólico en la programación del canal.

## Cobertura
A diferencia de TVA, V no puede emitir a través del cable fuera de Quebec, y sólo tiene permiso para hacerlo si en la zona donde emite existe un mercado francófono importante. Por ello, V solo emite en Quebec y en algunas comunidades de Ontario y Nuevo Brunswick.
Las emisiones de V son en analógico y digital, con cinco estaciones propias (Montreal, Ciudad de Quebec, Saguenay, Sherbrooke y Trois-Rivières), más cuatro afiliadas (Gatineau, Rimouski, Rivière-du-Loup y Val-d'Or). Actualmente, V es la tercera emisora en audiencias en idioma francés de Canadá, y su público objetivo está entre los 18 y 49 años.